# ビル・ボーモント
ビル・ボーモント（Bill Beaumont）ことウィリアム・ブラックレッジ・ボーモント（Sir William Blackledge Beaumont GBE DL、1952年3月9日 - ）は、イングランドの元ラグビー選手。現在ワールドラグビーの会長を務めている。

## プロフィール
- イングランド・チョーリー出身。
- 現役時代のポジションはロック(LO)。
- 三人の息子がいる[1]。
- イングランド代表通算キャップ数は34。
- ブリティッシュ・アンド・アイリッシュ・ライオンズに選ばれたことがある[2]。

## 略歴
現役の頃ランカシャーでプレーしていた。
現役引退後、2012年、ラグビー・フットボール・ユニオンの会長に就任。
2016年、ワールドラグビーの会長に就任。
2020年、アグスティン・ピチョット副会長との会長選を制して、ワールドラグビーの会長に再選。
2025年、旭日大綬章受章。